# 발레로 에너지

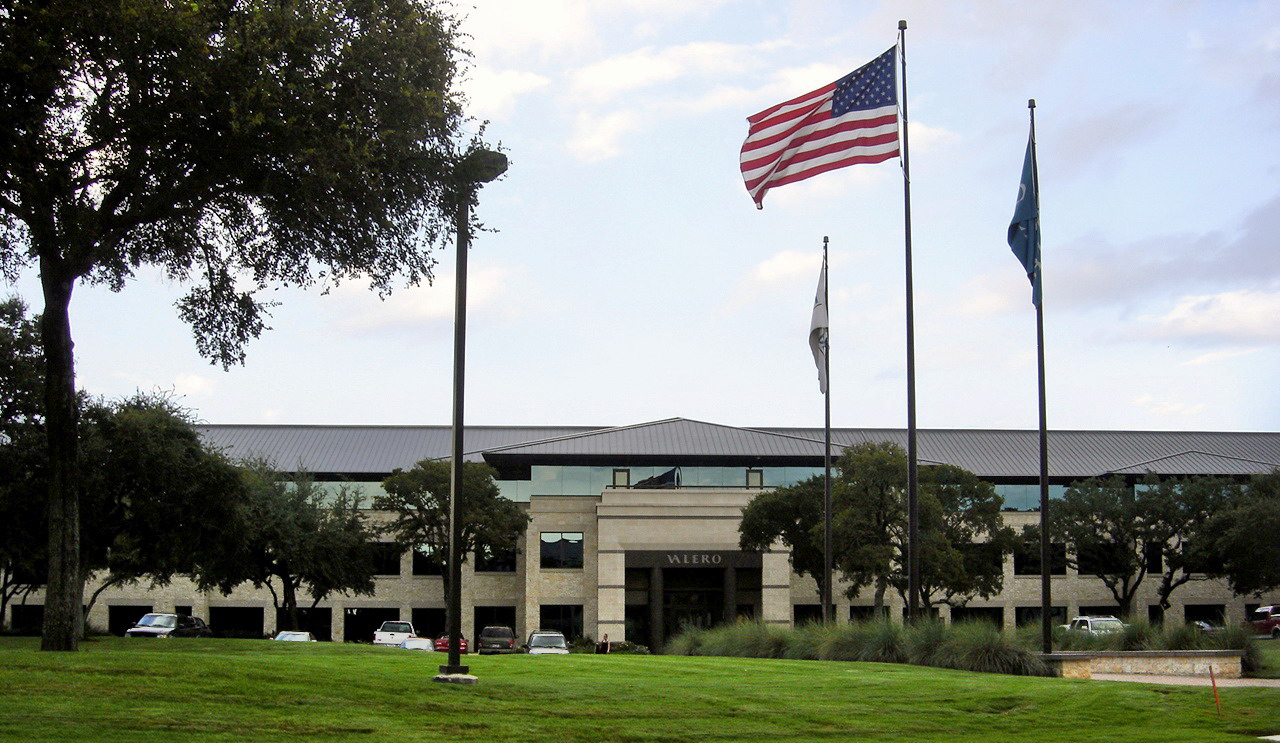

벨레로 에너지 회사(Valero Energy Corporation, NYSE: VLO)는 《포춘 500》위권에 드는 국제적인 제조회사이자 교통 연료 마케터, 기타 석유 제품, 미국 샌안토니오와 텍사스에 기반을 둔 발전소를 운영하는 기업이다. 이 회사는 미국, 캐나다, 하루 약 260만 배럴의 용량을 가진 캐리브해 등지에 14개의 정유사를 소유하고 운영하고 있고, 연간 10억 갤런의 관련 제품의 생산량을 가진 10개의 에탄올 공장과 50메가와트의 풍력 발전소를 가지고 있다. 벨레로는 미국의 가장 큰 소매업체로 5,800개의 소매상과 도매 판매점을 미국, 캐나다, 카리브 등지에 벨레로(Velero), 다이아몬드 샴록(Diamond Shamrock), 샴록(Shamrock), 얼트라마르(Ultramar) 그리고 비컨(Beacon) 브랜드로 가지고 있다.